# Cartographie mondiale
 (novembre 2012).
La cartographie mondiale est un ensemble de cartes numériques qui couvrent le monde entier avec précision afin de dépeindre l'état de l'environnement mondial. Elle est développée en coopération avec les Agences nationales de cartographie (NGIAs) du monde entier. Une initiative visant à développer la cartographie mondiale dans le cadre de la coopération internationale, le projet de cartographie mondiale, a alors été prônée en 1992 par le Ministère de la Construction du Japon (MOC), l'actuel Ministère du Territoire, des Infrastructures, des Transports et du Tourisme, du Japon (MLIT).

## Vue d'ensemble
La cartographie mondiale est une information géospatiale numérique ayant une résolution de 1 km satisfaisant aux conditions suivantes :
1. Couvrir la superficie totale du globe
2. Avec des affectations cohérentes
3. Faciliter l'accès avec un coût marginal

L'information géospatiale mondiale développée en tant que cartographie mondiale consiste principalement en des thématiques :
- Le transport
- La frontière
- Le drainage agricole
- Les centres de population
- L'altitude
- La végétation (pourcentage de couverture forestière)
- La couverture du sol
- L'utilisation du sol

## Historique du projet de cartographie mondiale
Depuis la Conférence des Nations unies sur l'environnement de Stockholm en 1972, les défis environnementaux mondiaux ont été reconnus comme un enjeu commun pour l'humanité. La Conférence des Nations unies sur l'environnement et le développement (le Sommet de la Terre) au Brésil en 1992 a adopté « un plan d'action de l'humanité pour le développement durable : l'Agenda 21 ». L'Agenda 21 décrit dans de nombreux secteurs, l'importance de l'information pour une prise de décision appropriée face aux défis environnementaux mondiaux, notamment l'information géospatiale considérée comme critique.
En réponse aux objectifs de l'Agenda 21 et en reconnaissance de la nécessité de davantage de contribution pour le développement de l'information géospatiale, la MOC d'alors (l'actuel MLIT) a préconisé, la même année, le projet de cartographie mondiale, une initiative de coopération internationale pour développer l'information géospatiale mondiale afin de comprendre la situation actuelle et l'évolution de l'environnement mondial. Ce concept a été présenté à la cinquième Conférence cartographique régionale des Nations unies pour les Amériques à New York en 1993. Dans le même temps, la résolution, appelant à la promotion du développement des données géospatiales mondiales fut adoptée lors de cette conférence. À la suite de cette conférence, une résolution similaire
fut adoptée lors de la treizième Conférence cartographique régionale des Nations unies pour l'Asie et le Pacifique à Pékin en 1994.
En 1996, le Comité directeur International de cartographie mondiale (ISCGM), composé de directeurs ou équivalents des NGIAs, a été créé pour promouvoir le projet de cartographie mondiale. Ainsi, le mécanisme pour la promotion internationale fut créée. L'Institut d'études géographiques du Japon (GSI) servit de Secrétariat de la ISCGM. L'année suivante, en 1997, soit cinq ans après le Sommet de la Terre, la dix-neuvième session extraordinaire de l'Assemblée générale des Nations unies (XIXe UNGASS) eut lieu. Au paragraphe 112 de la résolution adoptée par le XIXe UNGASS, l'importance d'un environnement propice au renforcement des aptitudes nationales et des capacités de collecter et traiter l'information, notamment dans les pays en développement, afin de faciliter l'accès du public aux informations sur les questions environnementales mondiales a été mentionnée tout comme la description mentionnant l'importance de la coopération internationale, y compris la cartographie mondiale, comme un moyen de développer un environnement favorable.
À la suite de ces mouvements, en 1998, une lettre de recommandation pour participer au projet de cartographie mondiale fut envoyée par l'Organisation des Nations unies aux NGIAs des différents pays dans le monde.
En outre, lors du sommet de la Terre 2002, (sommet de Johannesburg), qui s'est tenu en 2002, la cartographie mondiale a été incluse dans le Plan d'application.